# Google Energy
Google Energy LLC é uma subsidiária da Google, que possui como objetivo reduzir os custos com energia do Google. Desde Fevereiro de 2010, também, o Google recebeu autorização da FERC para comprar e vender energia elétrica.

## Autorização para comprar e vender energia elétrica
Em Dezembro de 2009, a Google Energy requisitou a permissão federal para comprar e vender energia elétrica.
Desde Fevereiro de 2010, a FERC(Federal Energy Regulatory Commission), deu autorização para o Google Energy para comprar e vender energia elétrica no mercado.